# Alfa (empresa de España)
El Grupo empresarial Alfa es un grupo industrial metalúrgico ubicado en la ciudad guipuzcoana de Éibar en el País Vasco (España). Es mundialmente conocida por lo que fue su producto estrella, las máquinas de coser, que todavía sigue comercializando. Es un grupo muy diversificado con áreas tecnológicamente avanzadas como la microfusión de aluminio.
Fundada en 1920 fue la primera empresa cooperativa del País Vasco y una de las pioneras en España. Su producción inicial estaba centrada en la fabricación de armas de fuego, como era entonces habitual en Éibar, aunque pronto pasó a fabricar máquinas de coser, el producto que fue motor de crecimiento de todo el consorcio, que llegó a tener más de 1500 trabajadores y abarcando una gran diversidad de productos. Como cooperativa surgida del movimiento obrero y de un sindicato, la fundó la Unión General de Trabajadores (UGT), ofreció a sus trabajadores y socios toda clase de servicios, desde economatos y viviendas hasta escuelas y centros médicos.
El Grupo Alfa está formado por 14 empresas que desarrollan su actividad en diferentes áreas que van desde el pequeño electrodoméstico hasta la estampación industrial pasando por la fundición de aluminio y bronce. El 80 % del negocio del Grupo Alfa está relacionado con las áreas de estampación en frío, mecanizados y microfusión. El grupo tiene una plantilla de unos 800 trabajadores y sus productos de venden, aparte del gran público, a empresas de sectores de automoción, aeronáutica, defensa, agrícola y elevación.
Conforman el Grupo las siguientes empresas:
- Alfa Estampaciones; formado por las Industrias GOL y MAFISA, perteneciente desde 2015 al grupo Global Steel Metal de Corea del Sur.
- Alfa Hogar; que desarrolla y comercializa productos y servicios para el hogar.
- Alfa Mecanizado, que están dedicada a procesos de mecanizado de calidad y precisión para la Industria del automóvil y compuesta por:

Mecánica Torrekua, S.L.
Mecánica Mallabi, S.L. perteneciente desde 2017 al grupo MEC.
- Útil Alfa, dedicada a la fabricación de utillaje.
- Alfa Mimtech, dedicada a la fabricación de piezas de reducido tamaño y peso mediante el proceso de metal injection moulding (MIM) o moldeo por inyección de polvos metálicos o cerámicos.
- Alfa Precision Casting, APC, desde 2018 Eibar Investment Precision Casting, con dos secciones:

División Acero, que realiza microfusión de acero y aceros especiales.
División Aluminio, que realiza piezas monobloque en superaleaciones ligeras por técnicas de microfusión.
- Alfa idei, que es la parte dedicada a la investigación y desarrollo de nuevos materiales.
- Alfa Arte, fundición artística en bronce y otros materiales.

El Grupo Alfa tiene, además de las instalaciones en el País Vasco, una planta en la ciudad rumana de Brasóv denominada Alfa România y una oficina en Shanghái (China).

## Historia
La Sociedad Anónima Cooperativa de Producción de Armas de Fuego Alfa se fundó el 28 de octubre de 1920 siendo uno de los primeros proyectos cooperativos en el País Vasco y de los pioneros en España (a partir de 1897 las diferentes agrupaciones socialistas de Guipúzcoa comenzaron a tener en cuenta los proyectos cooperativos, ya en 1892 se creó en Éibar la Cooperativa la Eibarresa que fabricaba cañones de escopeta). Sus raíces se hunden en las luchas obreras que el sindicato Unión General de Trabajadores (UGT) y el Sindicato de Obreros Pistoleros así como el Partido Socialista Obrero Español (PSOE) lideraron en Éibar a comienzos del año 1920. La larga huelga y posterior cierre patronal, realizada en, la entonces, villa armera, fue el catalizador para que un grupo de obreros afiliados y próximos a la UGT se decidiera a organizar una sociedad cooperativa, con un capital social de 25 000 pts. dividido en acciones de 50 pts. (otras fuentes indican que fueron 300.000 pts. divididas en 6000 acciones nominativas de 50 pts. y una aportación de 75.000 pts. realiza por el Sindicato del Metal de Vizcaya). Era también una experiencia novedosa dentro del socialismo español. Como no podía ser de otra forma, los productos que decidieron fabricar fueron las armas. Fundaron la Sociedad Anónima Cooperativa Mercantil y de Producción de Armas de Fuego, Alfa con un capital social de 300.000 pts.

Mientras se dilataba así el conflicto, durando, no semanas, sino meses, con la vana esperanza, los patronos de reducir por hambre a los obreros, éstos, aparte de los arbitrios ordinarios y extraordinarios de la solidaridad que pusieron en marcha, alumbraron una iniciativa trascendental. Con objeto de evidenciar la sinrazón de la actitud patronal y su injustificable intransigencia, los obreros se propusieron montar una fábrica para manufacturar justamente aquel mismo producto sobre que versaba la disputa (revólveres), trabajando en las condiciones objeto de la reclamación, produciendo calidad y realizando utilidades normales, según se prometían de lo que les venían a decir los números. Y ya que los fabricantes se habían metido a sindicalistas, el sindicato obrero se metería a fabricante, y no pararían las cosas hasta que la idea estuviese convertida en realidad y manifiesta aquella evidencia.

El primer consejo de administración lo formaron los trabajadores Joaquín Tellería, como presidente; Eusebio Alustiza, como secretario; Benito del Barrio, como tesorero; Florenco Alonso, vocal; Telesforo Ocamica, vocal; José Barrutia, vocal y Diego Osa, vocal.

### De las armas a la máquina de coser

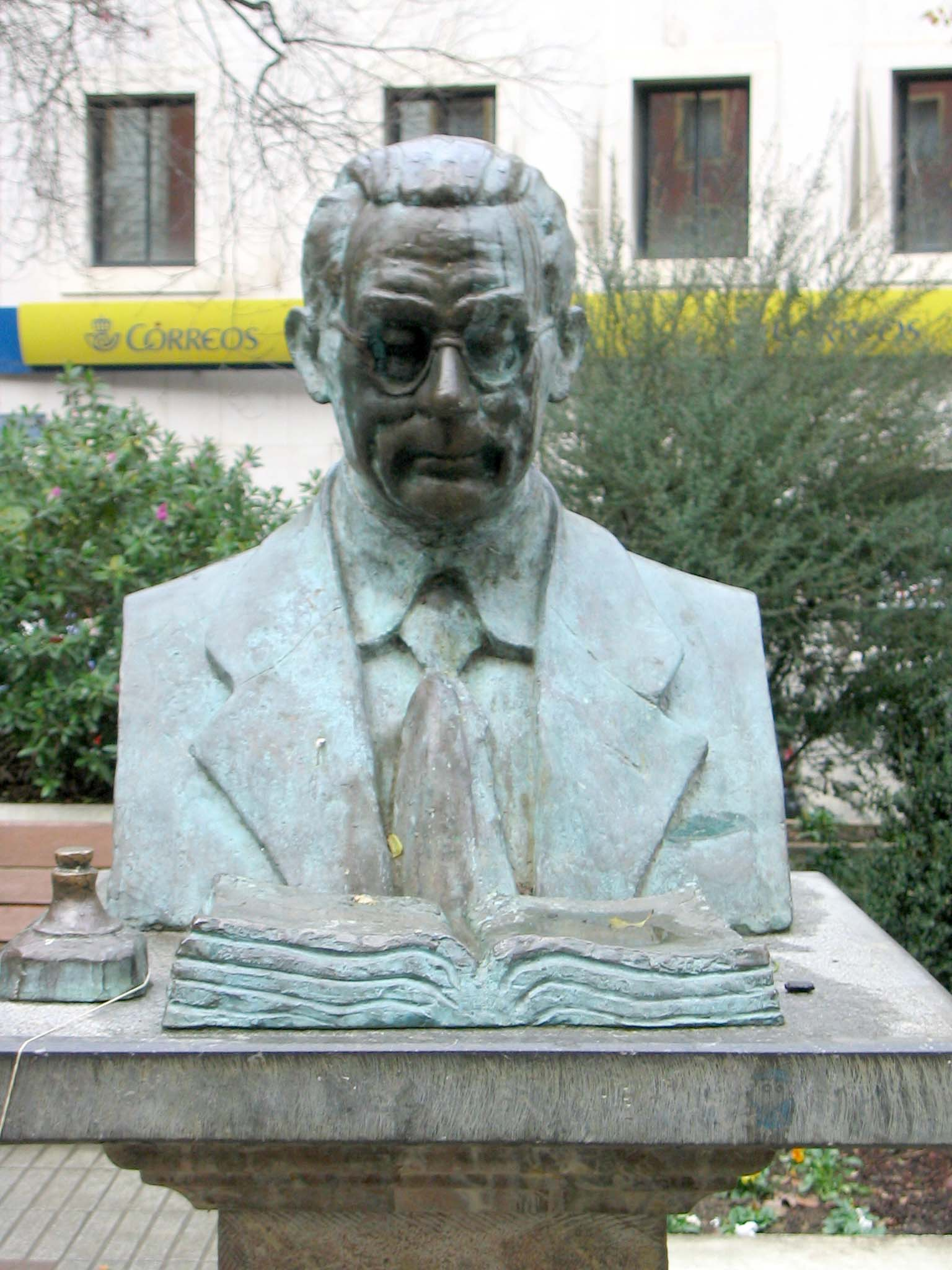
Busto de Toribio Echevarría, gerente de Alfa durante la primera década de existencia de la empresa.

Los primeros talleres se establecieron en las antiguas instalaciones de Kirikixuanekua y producían revólveres Smith Wesson de calibre 32 y 38. En 1921 registró la marca "Alfa" y desde 1922 aparece en las patentes que la sociedad registra. Adquieren los talleres armeros de Hijos de Ángel Echevería y los de Gaspar Arizaga que se ubicaban en la calle Vista Alegre, arriendan unos locales vecinos pertenecientes a Víctor Arana.
En 1924 compran un solar de 760 m² situado al lado del río Ego en la calle San Andrés a Ángel Artamendi y encargan a arquitecto Augusto Aguirre el proyecto de construcción de las nuevas instalaciones, que serían el núcleo de su sede hasta finales del siglo XX, donde llegó a ocupar 19 000 m². Para entonces ya se denominaba Sociedad de Manufacturas Armero-especialistas Reunidas (Alfa). La producción se centraba en el arma corta en concreto en pistolas semiautomáticas Browning y revólveres sistema Smith & Wesson de calibres 32 y 38 con una producción regular de 25 revólveres al día.
La crisis del sector armero les obligó a buscar otros productos y el 4 de febrero de 1925 acuerdan la fabricación de máquinas de coser, que sería su producto principal hasta la crisis de los años ochenta del siglo XX. Para entonces ya se había construido una nueva sede en la calle del paseo San Andrés donde permaneció hasta los primeros años del siglo XXI cuando se cambió a su nueva sede en la calle "Torrekua" ocupando los terrenos de la antigua Star. La elección y la preparación del producto fue exitosa e impulso a la empresa a ser la primera productora de máquinas de coser de España. Es de resaltar el papel jugado en esta etapa por Toribio Echeverría que fue gerente de la empresa en ese tiempo.
La introducción de la máquina de coser se realizó muy lentamente. Si en 1925 comenzaron la producción de este producto, dos años después, en 1927, producían 175 unidades anualmente. Cuando en 1928 el Estado le encarga 880 máquinas para equipar las escuelas nacionales de enseñanza femenina la fama de Alfa era ya reconocida. Poco después ya era capaz de fabricar más de 12.000 unidades anualmente. En 1933 la empresa vendió 2141 revólveres y fabricó 13.009 máquinas de coser.
En 1932 abandona la producción de armas y cambia de denominación pasando a llamarse Sociedad Anónima Cooperativa ALFA. Desde sus inicios mantuvo una presencia muya activa en la publicidad de sus productos así como una dinámica de expansión y presencia comercial en diferentes lugares, dentro y fuera de España.

### Después de la guerra civil
La guerra diezmó la cooperativa. Con sus trabajadores muertos o perseguidos, el sindicato y el partido proscritos, las instalaciones destruidas, pues Éibar había permanecido en el mismo frente de guerra desde septiembre de 1936 hasta abril de 1937. Un año después del fin de la guerra, en 1940, con ayuda del Banco de San Sebastián, quien se convierte en accionista principal, se procede a la reconstrucción de la empresa. En noviembre de 1940 de lleva a cabo la cesión de bienes de la antigua "Sociedad Anónima Cooperativa Alfa" a favor de la nueva sociedad "Máquinas de Coser Alfa, S.A." y se inicia la producción con 134 trabajadores.
Aprovechando que la Guerra Europea mantenía a la potente industria de la máquina de coser, en especial a Singer, ocupada con la producción de armamento, Alfa cubre el espacio dejado por ellas y llega a fabricar ese mismo año de su reinauguración hasta 50 000 unidades. En 1951 se alcanza el punto álgido de producción.
En 1953 se inaugura la fundición, la microfusión a la cera perdida (una de las pionera en Europa) y pone en marcha dos grandes máquinas transferts adquiridas a la empresa francesa Renault, emprendiendo con ello un amplio desarrollo en todas las áreas y diversificando sus producción.
En 1960 se lanza el modelo de máquina de coser 42, que sustituye a los 20 y 40, y cinco años después el 65 que incorpora un motor y del que se fabricaron más de 10 000 unidades.
Se inicia la exportación de máquinas de coser en 1946 llegando a establecer una red comercial propia en los años sesenta que incluía organizaciones comerciales propias en Inglaterra y Francia y una planta industrial en México y distribuyendo el producto en más de 70 países. A finales de los años sesenta y comienzo de los setenta desarrolla una diversificación de productos y de participación con otras empresas (Muebles Zarautz, Serveta Industrial S.A, Revestimiento de Poliéster...) manteniendo siempre la máquina de coser como referencia. La inauguración de la nueva planta de microfusión, en 1975, marcó el punto alto del desarrollo de la sociedad que se remata con la planta de microfusión de aluminio. El edificio de la microfusión proyectado por Miguel Ángel Lazpita es una simbiosis entre los recursos tradicionales de la construcción fabril y la innovación de la arquitectura de la década de 1970.
Alfa se convirtió en la empresa más importante de la ciudad de Éibar manteniendo su carácter cooperativo y social. A la vez que crecía se desarrollaba una serie de servicios sociales y beneficios para sus trabajadores. Estos disponían:
- Fondos para fines Benéficos Sociales en 1931.
- Caja de previsión y Socorro para obreros y empleados en 1941.
- Caja de previsión Laboral de Máquinas de Coser Alfa en 1947.
- Viviendas.
- Residencia.
- Comedores.
- Economato.
- Biblioteca.
- Colonia de veraneo para los niños, en Ondárroa.
- Escuelas, en 1957 constituye el patronato de Escuelas Primarias y en 1960 construye un edificio para escuelas primarias, que fue derribado en el ño 2021 después de un periodo de desuso.
- Programa de becas.

### Diversificación
Aun teniendo la máquina de coser como producto principal y desarrollando toda una infraestructura industrial y de ventas en torno suyo, Alfa realizó una importante diversificación de productos así como de empresas filiales. A partir de los años 70 del siglo XX, se vio obligada a buscar productos alternativos y llegó a fabricar empaquetadoras de basura, aparatos de menaje, limpiazapatos, motores fuera borda, placas solares, calefactores, muebles metálicos, etc.
Máquina de tricotar "Orión"
En 1963 firma un acuerdo con la empresa "Press Stanwerke A.G." de Liechtenstein para formación de personal de producción, montaje y demostración y comienza a fabricar sus propias tricotosas, entre ellas la "Adier" con licencia alemana.
Máquina herramienta
Desde sus inicios parte de la maquinaria utilizada por la empresa la fabricaba ella misma. Fabricó y comercializó fresadoras universales bajo licencia de la empresa Ateliers Jaspar S.A. de Lieja.
Maquinaria agrícola
Creó una división de maquinaria agrícola en colaboración de la empresa italiana Ferrari.
Mafisa Manufacturas
En colaboración con Phillips Screw Company, monta en la localidad vizcaína de Berriz la empresa Mafisa Manufacturas, destinada a la fabricación de destornilladores cruciformes y tornillos de cabeza ranurada en cruz. En exclusiva para toda la península ibérica.
Revestimientos de poliéster S. A.
Ubicada en la localidad de Zarauz se crea en 1965 que se venderá en 2001 a la empresa británica "Construcciones BPB".
Muebles Alfa S. A.
Fundada en 1942 y ubicada en Zarauz y dirigida en un primer momento a la fabricación de los muebles para las máquinas de coser acabó dedicándose a la fabricación de muebles auxiliares, para bares, de comedor, dormitorios, muebles de oficina...
Serveta Industrial S. A.
Desde la fundación de Lambretta Locomociones S.A. Alfa mantuvo una importante colaboración con ella siendo la encargada de la fabricación de los motores, de los que era propietaria de las patentes. En el proceso de crisis de la empresa Alfa compró a Ferdinando Innocenti los derechos mundiales sobre la marca Lambretta.
En 1985 se funda la marca Orbar S.A. en la que participan algunos trabajadores de la antigua Lambretta, la empresa Alfa (pone el capital) y la empresa de estampaciones metálicas Gama, que pronto se retiraría del proyecto. Orbar se ubica en Amurrio y comienza a trabajar en sacan al mercado la escúter Amiga, el triker Tron y un motocarro. La falta de una oficina técnica solvente, la empresa había estado acostumbrada a que desde Italia se resolverán los problemas técnicos, y la cantidad de problemas surgidos hace que se ponga en duda la viabilidad del proyecto. Alfa se hace con todas las acciones en 1989 y cierra la fábrica el año siguiente.

### La crisis

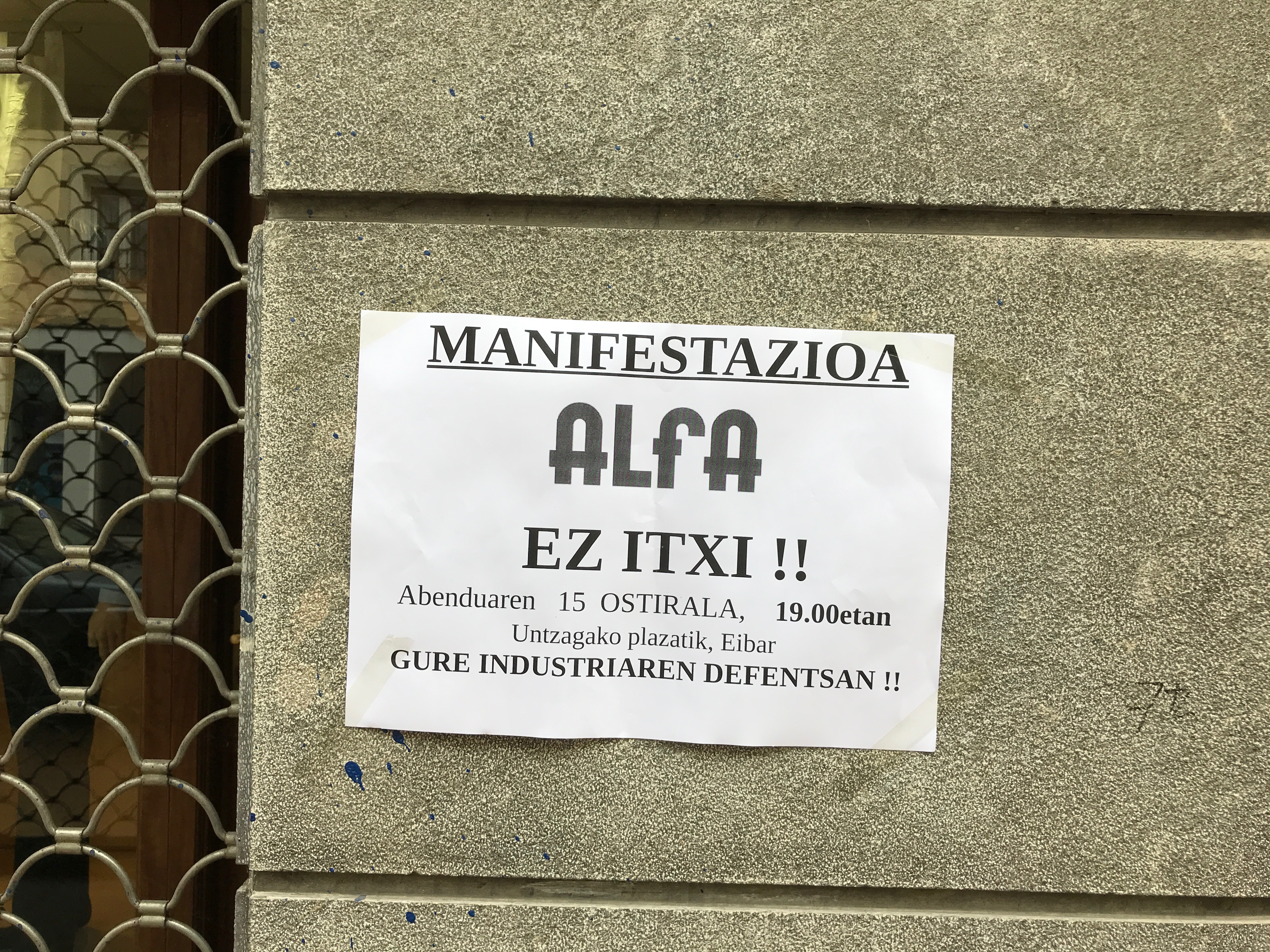
Cartel llamando a la manifestación en protesta por el cierre de Alfa Precision Casting (APC).

A finales de los ochenta el mercado de la máquina de coser entra en crisis. Crisis que viene a unirse a la crisis industrial que se había desatado en la década anterior, especialmente virulenta en el País Vasco. Alfa empieza a perder empleos, se recurre a expedientes de crisis y a cierres temporales de la producción, se cierran los servicios a los trabajadores y venden los inmuebles. Las líneas de microfusión y fundición son las que mantienen al Grupo. Los trabajadores se ven obligados a poner capital y a vender parte de las empresas del Grupo.
Reduce la participación en las empresas MAFISA y REVESPAN, entre otras. Comienza el desmantelamiento de los servicios sociales y el despido de trabajadores, en 1979 quedaban 1291 personas. Se retiran de fabricación los modelos de máquina de coser 43 y 80 sustituyendolos por el modelo "Compacto" con el que se reducen los stocks de fabricación.
Al final, ya en los noventa y con la participación de capital privado, en 1993 el grupo ETECETA, que lidera el empresario Enrique Treviño se hace con la empresa, se reestructura totalmente la empresa y se deja la fabricación de máquinas de coser, se mantiene el producto como referente histórico pero deja de ser el básico, se inaugura la fundición de bronce para artistas (Alfa Arte S.A.) y se vende la sede y los viejos talleres para la ubicación de viviendas y centros comerciales. Se construye una nueva sede y talleres en los terrenos de la antigua fábrica de armas Star y se emprende de nuevo el camino remontando, poco a poco la crisis.
Iniciado ya el siglo XXI se conforma el Grupo Alfa en el que las diferentes líneas de negocio, reconvertidas en empresas, forman un grupo industrial. En el año 2004 se funda Mimtech Alfa en la que se implementa las más modernas tecnologías de inyección de polvos metálicos y cerámicos, denominada metal injection moulding (MIM), completando la trayectoria de fabricación de piezas metálicas.
El otoño de 2017, las empresas correspondientes al área de microfisión, Alfa Precision Casting (APC), división acero y división aluminio, con una plantilla de 125 trabajadores, entran en conflicto laboral al anunciar la empresa un Expediente de Regulación de Empleo que afectaba a 40 trabajadores de la sección de automecanizado. Al convocar el comité de empresa una huelga de protesta, la dirección responde presentando un Expediente de Liquidación de la empresa, que afectaría a los 125 trabajadores de Alfa Mecanizado y a 25 más de Útil Alfa y Alfa Idei.
En junio de 2021, Alfa Hogar es adquirida por la empresa vizcaína Poessa, The Paper Office Equipment Spain Ass S.A., que produce y distribuye artículos de papelería y pequeña electrónica. Alfa Hogar contaba en el momento de la transacción con una plantilla de 18 personas.
En 2015 la sociedad gestora Alfalan, responsable del Grupo Alfa, decidió vender activos de la empresa para atajar la deuda derivada de la salida del concurso de acreedores en el que incurrió el Grupo Alfa en 2012. Desde entonces se vendieron, entre otras, Industrial Gol en 2015; Alfa Precision Casting en 2017.

### Sistema de adjudicación de acciones
El sistema utilizado para la adjudicación y venta de acciones ha sido un punto de interés para los investigadores de la historia industrial de Guipúzcoa. Este sistema se realiza de la siguiente forma: cada obrero ingresaba con un mínimo de acciones que tenían un valor nominal determinado según el momento. Para el pago de las mismas el trabajador estaba obligado a designar una parte de su sueldo mensual. La venta de las acciones, cuando un trabajador dejaba de pertenecer a la empresa, se realizaba dando preferencia a los obreros más antiguos. Con esto se conseguía que el capital estuviera repartido entre los propios trabajadores.
En 1920, la adquisición de acciones estaba limitada a sus trabajadores que destinaban parte del sueldo a abonarlas. En 1936, Alfa contaba con 693 accionistas, el 42 % del capital nominal estaba en manos de los 218 trabajadores que conforman su plantilla, el 22 % estaba en manos del Sindicato Metalúrgico de Vizcaya y el otro 23 % lo ostentaban otros sindicatos y agrupaciones obreras. En 1940 se permite la adquisición de acciones a trabajadores que habían sido sancionados por el régimen franquista tras la guerra civil.

### Hitos
- 1933 Creación de un fondo para fines Benéfico Sociales.
- 1936 Jornada laboral de 8 horas y 300 días de trabajo al año.
- 1945 Estipulación de pagas extraordinarias, una en San Juan (fiesta local) en la que se abonaba el 80 % en metálico y el 20 % en acciones y otra en Navidad.
- 1947 se crea la Caja de Previsión Laboral de la empresa (pagas de viudedad, orfandad, jubilación, enfermedad...)
- 1967 se establecen 20 días de vacaciones anuales.

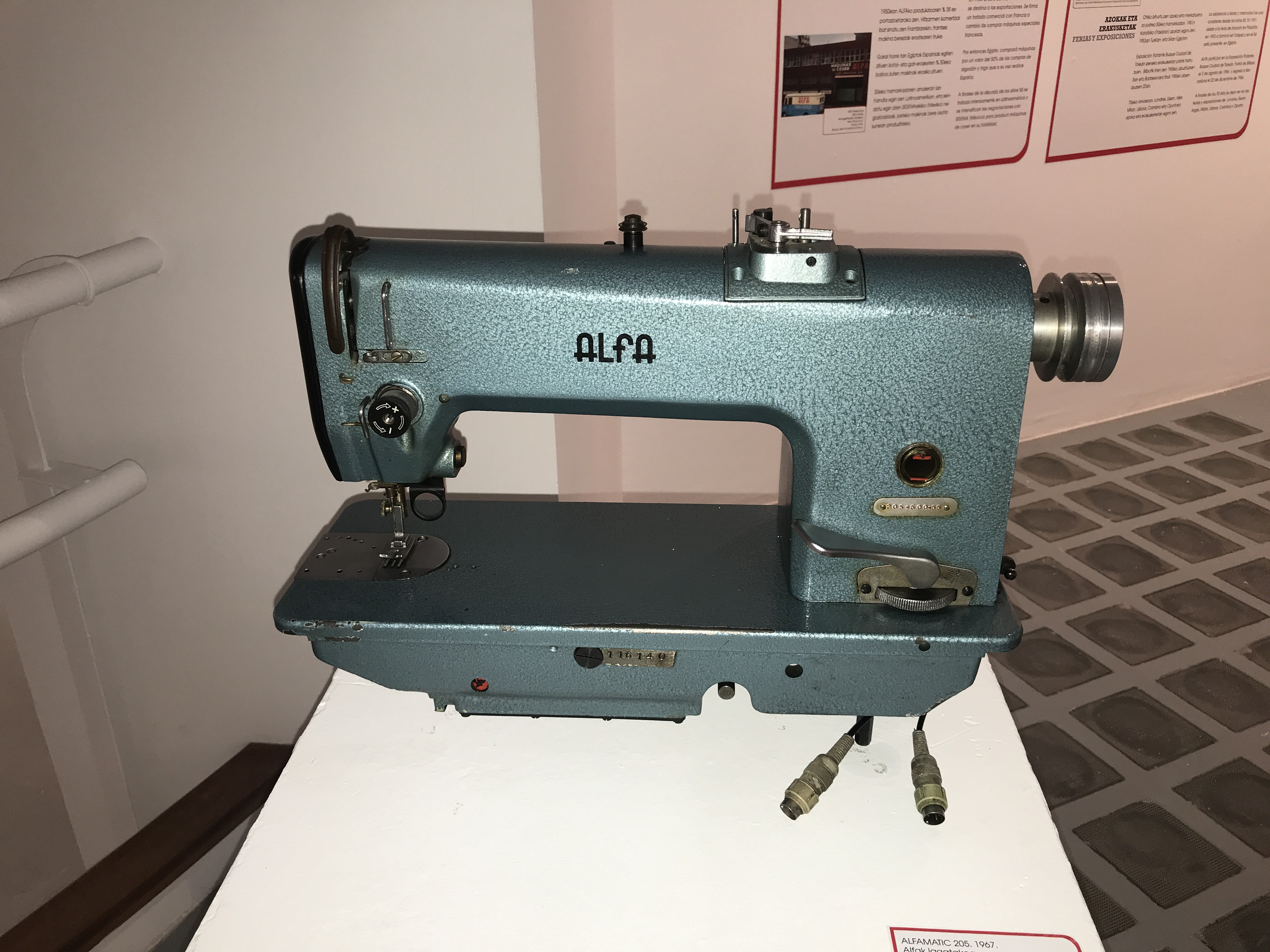
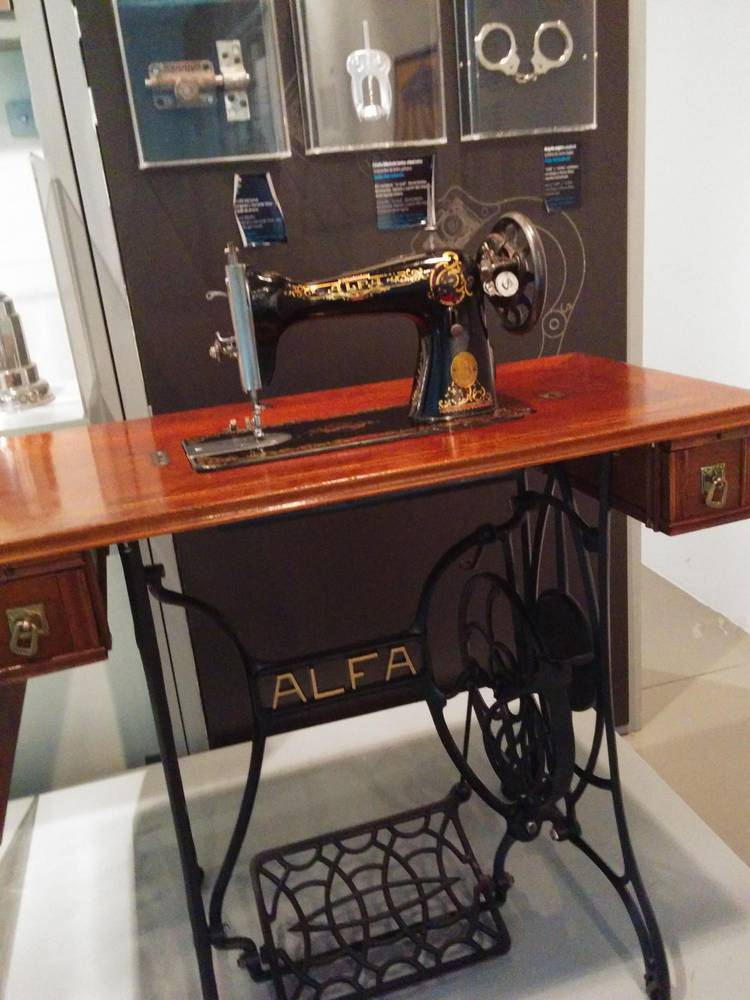
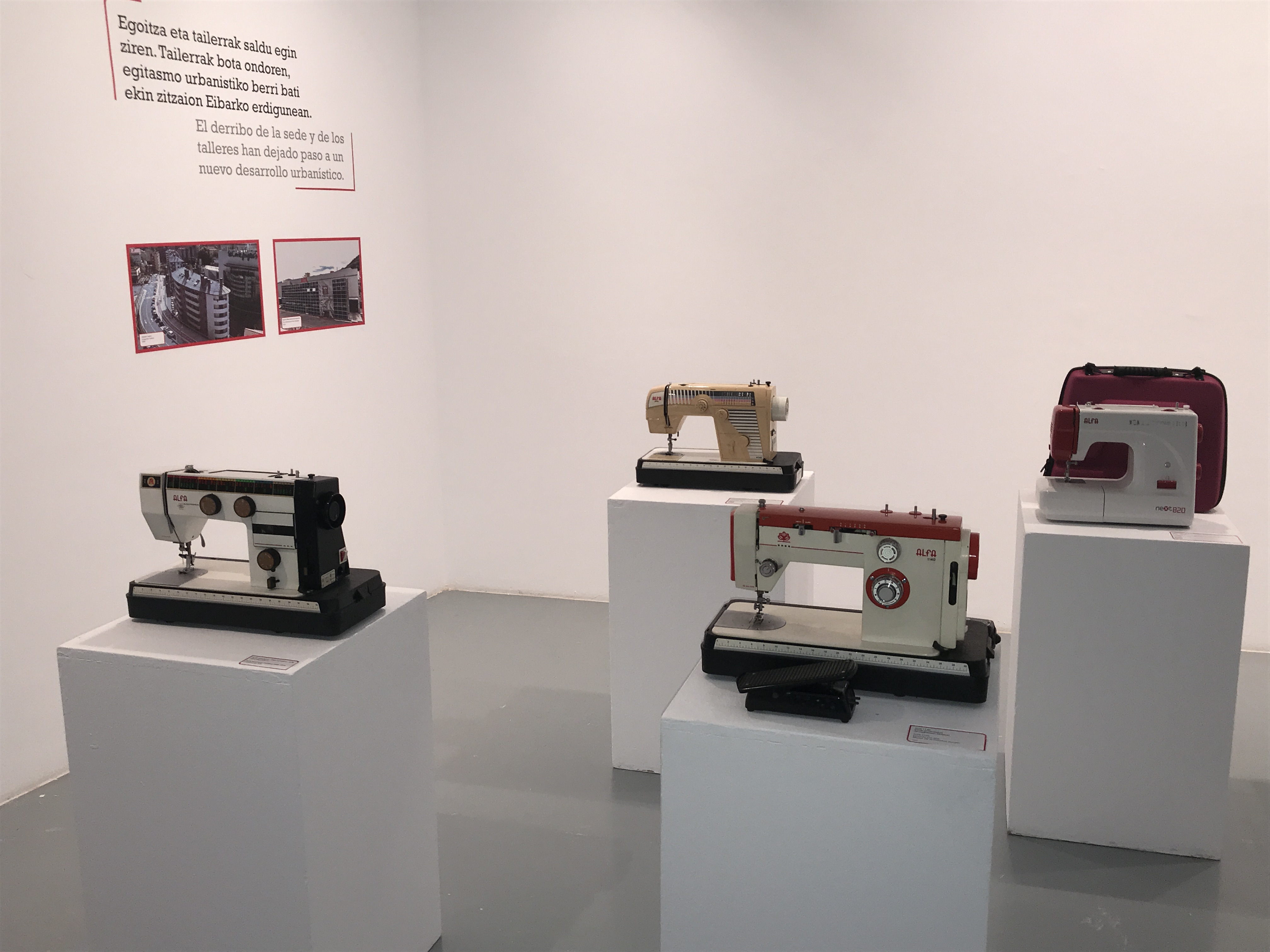
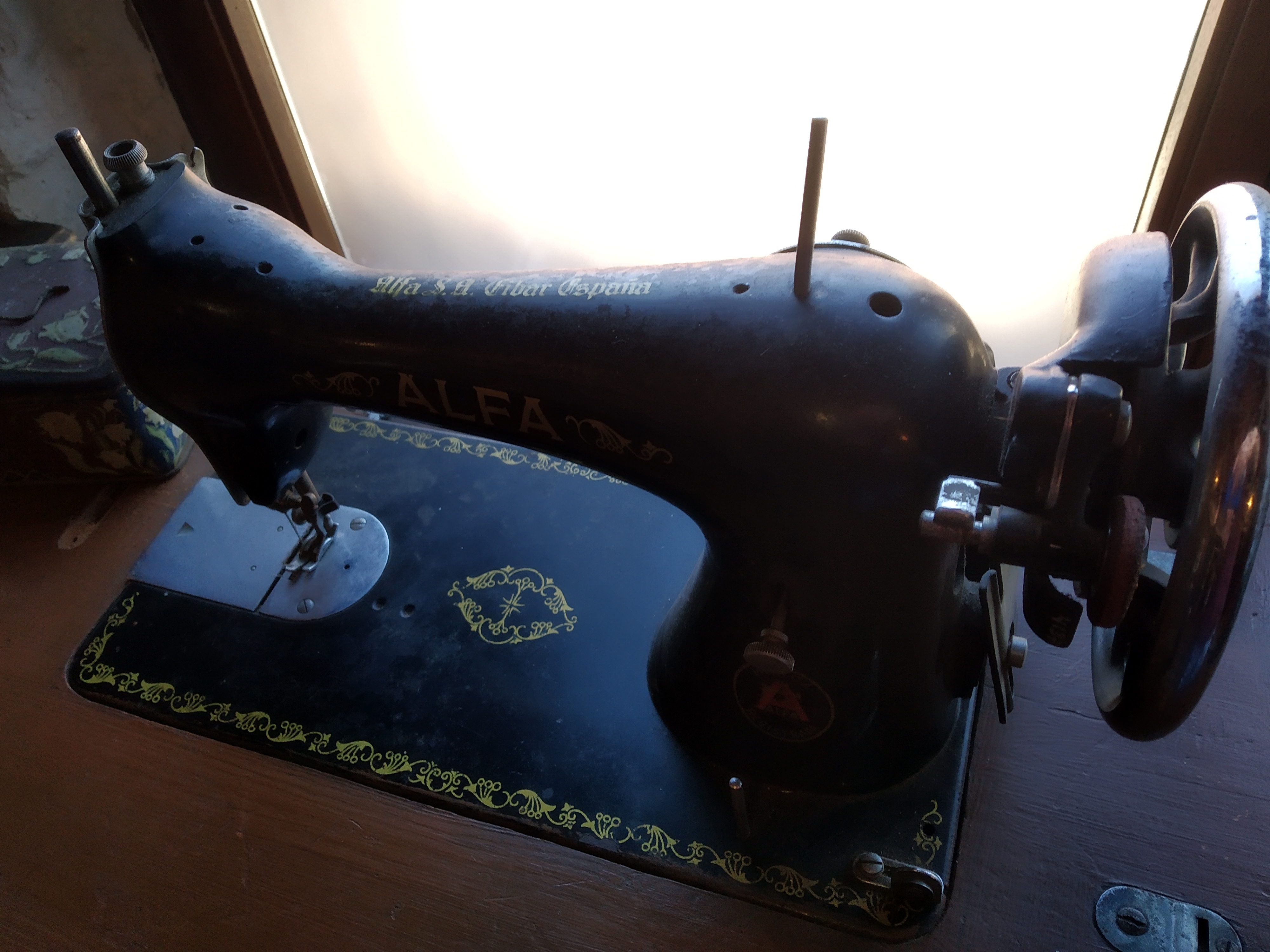

## Arquitectura de las antiguas instalaciones

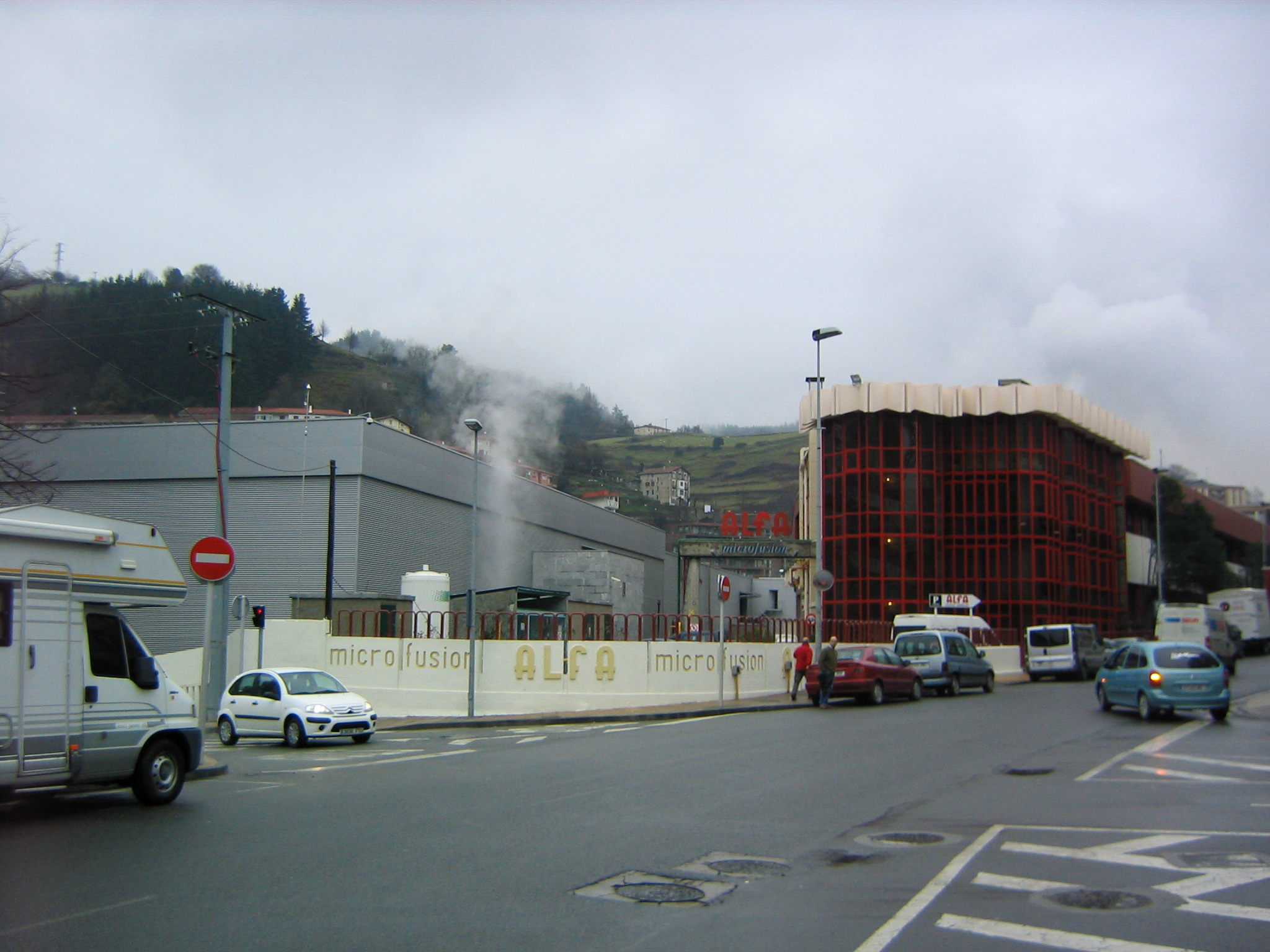
Alfa microfusión.

Las antiguas instalaciones de Alfa, por su magnitud e importancia, marcaron una época en la arquitectura industrial eibarresa. Las características orográficas de Éibar, ubicada en el estrecho valle del río Ego con muy poco terreno propicio disponible obligan a realizar una construcción industrial en vertical y salvando las irregularidades del terreno en parcelas con muchas dificultades orográficas al tener importantes desniveles.
En 1928, Alfa abandona sus antiguos talleres de la calle Vista Alegre y se traslada a un nuevo edificio situado en una amplia parcela a orillas del Ego limitado por la calle San Andrés, las vías del ferrocarril y las calles Isasi y Barrenengua. Esta parcela esta cruzada por el río y mantiene una fuerte pendiente hacia la parte sur, hacia la calle Isasi. En este solar se desarrollará la parte más importante de las edificaciones de Alfa. Llegó a albergar hasta once pabellones que fueron construidos en diferentes épocas ocupando una superficie de 18.959,12 m², de los cuales 3384 pertenecían al terreno ganado cubriendo el río, hecho que se realizó en 1951.
El primer edificio construido se realizó en 1928 y fue obra del arquitecto Augusto Aguirre. Este edificio, construido en hormigón armado, constaba de tres plantas que tenían grandes ventanales corridos que buscaban aprovechar la luz natural. El interior era diáfano para la mejor disposición de la maquinaria y los puestos de trabajo. La fachada dejaba ver la estructura de hormigón con el cruce de las columnas y vigas que entre ellas albergaban las ventanas sin dar casi protagonismos a los muros. La entrada principal estaba en el extremo izquierdo, la parte más cercana al centro de la villa, y el cuerpo que ocupaba tenía un tratamiento diferente al resto. Este cuerpo estaba coronado con un frontón curvo y la ventana del primer piso mantenía dicha forma. En el frontón se leía la palabra "Talleres" y sobre la ventana del primer piso la marca "ALFA". El edificio estaba preparado para futuras ampliaciones verticales. Aguirre decoró en su proyecto la fachada principal con una serie de pilastras, esta decoración no fue realizada en la construcción definitiva.
Después de la Guerra Civil, en 1943, se realizaron importantes reformas en el viejo edificio de Aguirre, el cual había quedado muy afectado por la contienda. Se añadieron tres plantas más y se construyó un pabellón anexo. En 1951 se comienza la construcción de la fundición, que sería inaugurada en 1953 y ampliada dos años después. En 1956 se realiza la construcción del edificio de oficinas que se inaugura el año siguiente.
La irregularidad del solar hizo que los diferentes edificios, construidos sin un plan previo sino según las necesidades, se tuvieran que adaptar modificando el número de plantas de cada uno de ellos. La fachada principal, la que daba a la calle San Andrés, fue cuidada y se procuró que los diferentes edificios tuvieran un nexo común para que dieran una sensación de conjunto. El hormigón raseado en blanco contrastaba con los muretes de mosaico azul sobre los cuales se ubicaban los grandes ventanales de baquetilla. Los paramentos están hechos de ladrillo rojo. La cubierta de todas la edificaciones, exceptuando la fundición, era plana de lámina de agua, muy común en Éibar.
El volumen de edificación, posiblemente el mayor de la ciudad, junto a la estrechez de la calle y la vía del ferrocarril hacían que se percibiera una sensación de abigarramiento.
El edificio de oficinas, situado en el extremo más cercano al centro del pueblo, fue muy elaborado, prestándose especial cuidado a la entrada principal. La entrada estaba en un esquinal curvo y se realizaba a través de una gran verja ornamentada con motivos geométricos que hacia que se percibiera el inmueble como menos industrial. El nombre de la empresa se mostraba mediante un gran rótulo de neón.
La influencia de las obras de la Werbund y la Bauhaus y las de Walter Gropius y Adolf Meyer en la Fábrica Modelo de la Werbund era clara.
El interior del complejo industrial creado era muy complicado. La comunicación se resolvía mediante patios que permitían el paso entre los diferentes edificios y mediante cajas de escaleras independientes que tenían una marcada verticalidad.
El interior de las naves era diáfano con espacios separados por columnas. El edificio de oficinas estaba cuidado. En él se ubicaron los despachos de la dirección y los servicios sociales, de los que Alfa hacía gala. La fundición era un gran edificio cuyo tejado, a dos aguas y con castillete de ventilación, se apoyaba en cerchas metálicas que, a su vez, descansaban en unas grandes vigas de hormigón sobre columnas de sección cuadrada del mismo material. La planta era rectangular dividida en varias crujías según las actividades que se debían desarrollar.
El edificio fue derribado en los primeros años del siglo XXI, entre el 2002 y el 2004, urbanizándose el terreno para hacer viviendas y un gran edificio para el centro comercial El Corte Inglés. En esta operación se descubrió el río que  había sido cubierto para una mejor utilización del espacio.

### El edificio de la microfusión
Diseñado por Miguel Ángel Lazpita en 1975 se ubica en paralelo a la avenida de Otaola, cerca del conjunto principal de edificios del grupo, y destaca por su carácter moderno y resolutivo que aúna la construcción tradicional industrial eibarresa con la innovación formal de la década de 1970. El bloque de oficinas está resuelto con un muro-cortina de cristal que se quiebra en zigzag, coronado por una estructura de metal. Dentro de él se ubica la caja de comunicación vertical donde corre una monumental escalera helicoidal de hormigón que es visible desde el exterior.

## Alfa y Éibar
El espíritu progresista y de trabajo que siempre destacó en la ciudad de Éibar tuvo su mayor símbolo en la cooperativa Alfa. La mayoría del capital social, las decisiones empresariales, estaban en manos de los obreros. La estructura de servicios de todo tipo que se creó, el éxito de la producción y la riqueza que Alfa, junto con las que otras industria eibarresas generaron, contribuyeron a una explosión demográfica que atrajo gentes de todos los lugares de España e influyó, con su expansión, en todo el País Vasco. Se cristalizó una forma de ser y de entender la vida y el trabajo.
La coplilla dice...

Egiten da bizikleta,
josteko makiña
laster egingo degu
automobila.
Hacemos bicicletas
máquinas de coser

y pronto haremos 
automóviles.